# Marc Schœlcher
Pour les articles homonymes, voir Schœlcher.
Marc Schœlcher né le 26 avril 1766 à Fessenheim et mort le 14 octobre 1832 à Paris, est un porcelainier français.

## Biographie

### Famille
Il est fils de Jean-Baptiste et Jeanne Hoffmann, cultivateurs.
Époux de Victoire Jacob, marchande lingère à Paris et meldoise d'origine, dont il se sépare en 1806, il a trois fils, dont Victor Schœlcher, homme politique, signataire comme sous-secrétaire d'État du décret d'abolition de l'esclavage du 27 avril 1848.

### Carrière
Il arrive à Paris en 1789 afin d'étudier au séminaire. Empêché par la Révolution de poursuivre sa vocation, il devient l'élève d'un porcelainier époux d'une de ses cousines, Jean-Baptiste Locré, gérant de la manufacture de la rue de la Fontaine-au-Roi, lequel la cède à Laurent Russinger en 1787. En 1798, il reprend la manufacture de porcelaine sise au numéro 60 de la rue du Faubourg-Saint-Denis. C'est là que naît Victor le 24 juillet 1804. Il poursuit dans le même temps une activité de faïencier rue de la Monnaie.
Les porcelaines de sa production se caractérisent par leur fond « or », « écaille » ou « marbré » et par leur décor, peint d'après aquarelles de vues de Paris ou de châteaux.
Reçue par sa femme Victoire après qu'elle demande la séparation des biens en 1806, la manufacture de la rue du Faubourg-Saint-Denis, où l'activité ne se poursuit pas au-delà de 1810, est vendue par elle à Alphonse Letellier et Léonard Violet en août 1823. De son côté, Marc Schœlcher continue à vendre de la porcelaine dans le magasin qu'il loue boulevard des Italiens. La même année 1806, il participe à l'exposition des produits de l'industrie. En 1819, il se voit décerner une médaille d'argent lors de la même exposition des produits de l'industrie,.
En 1828, il commence à associer son fils Victor à ses affaires. En 1829, il l'envoie au Mexique et aux États-Unis pour y prospecter de nouveaux clients, et c'est pendant ce voyage que naissent les sentiments abolitionnistes de Victor Schœlcher.
Le 14 octobre 1832, à 66 ans, Marc Schœlcher meurt dans l'appartement de l'entresol de son magasin, après avoir dicté son testament en présence de l'écrivain Frédéric Soulié. Victor lui succède jusqu'en 1834, date à laquelle il cesse ses activités commerciales pour se consacrer à la politique,.

### Tombe
Il est d'abord inhumé provisoirement, avant de pouvoir bénéficier d'un monument financé par ses fils grâce à l'héritage de sa femme Victoire, disparue en 1839 ; il est, enfin, enterré au cimetière du Père-Lachaise. La sculpture est exécutée par Alexis-Hippolyte Fromanger (d) et présentée au Salon de 1840, puis installée sur le tombeau l'année suivante. Victor le rejoint en 1894. Pour respecter la volonté de ce dernier, qui souhaitait être enterré auprès de son père, leurs corps ont été transférés ensemble au Panthéon de Paris en 1949,.

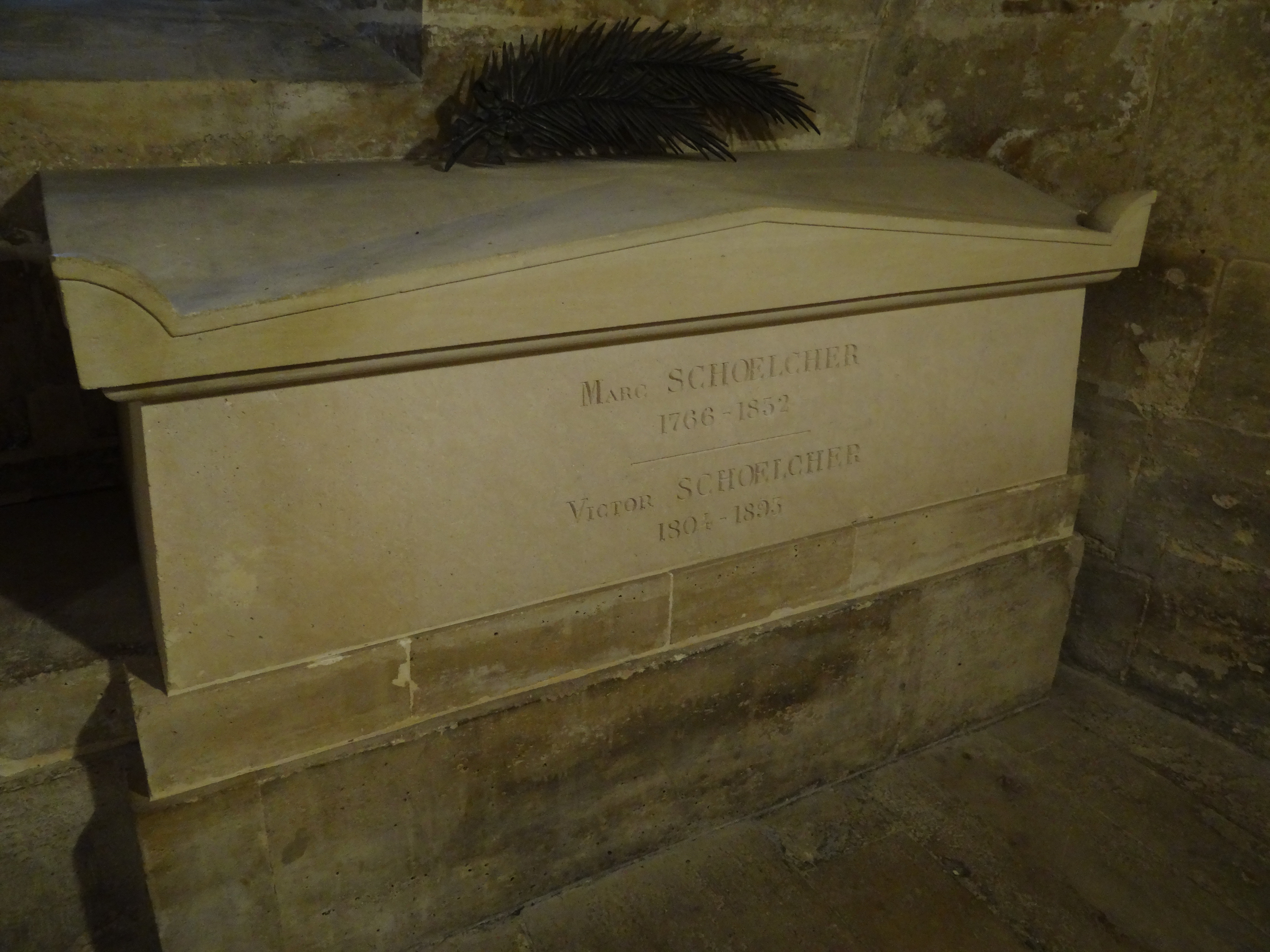
Le tombeau de Marc Schœlcher et de son fils Victor Schœlcher au Panthéon.

Un portrait de Marc Schœlcher est exposé au Sénat, peint par Xavier Sigalon.